# Verlorene Lebensjahre
Verlorene Lebensjahre (englisch years of potential life lost, Abkürzung: YPLL) ist eine Maßeinheit für den rechnerischen Verlust an Lebensjahren durch Versterben vor Erreichen der durchschnittlichen Lebenserwartung. Hierbei werden die Sterberate und die statistische Restlebenserwartung zum Todeszeitpunkt miteinander verrechnet. Für die Berechnung der verlorenen Lebensjahre wird ein oberes Referenzalter festgelegt, welches in etwa der Lebenserwartung der untersuchten Bevölkerungsgruppe entsprechen sollte. Hiervon wird jeweils das Alter der im Beobachtungszeitraum verstorbenen Personen bei Eintritt des Todes abgezogen. Dies führt zu umso höheren Werten, je früher im Leben der Tod eintritt. So entfielen beispielsweise in Deutschland 2017 auf die Gruppe der unter 65-Jährige bei 14,7 % der Sterbefälle 38,3 % der verlorenen Lebensjahre. Stirb eine Person nach Erreichen des Referenzalters, wird der Wert auf Null gesetzt.
Die verlorenen Lebensjahre stellen den durch vorzeitigen Tod bedingten Teil der Krankheitslast dar. Die differenzierte Berechnung der verlorenen Lebensjahre  getrennt nach den jeweiligen Todesursachen dient unter anderem dazu, Präventions- und Versorgungsmaßnahmen im Zuge der öffentlichen Gesundheitspflege gezielt an regionale, alters- und geschlechtsspezifische Bedarfe anzupassen. Beispielsweise soll die Einstellung des Entwicklungsprogramm USAID weltweit bis 2030 zu 14 Millionen vorzeitigen Todesfällen führen. Die Maßeinheit findet auch bei der Bewertung von Umweltbelastungen wie der Verwendung fossiler Energieträger Anwendung.